# Елеодоро Варгас Вікунья
Елеодо́ро Ва́ргас Віќунья (ісп. Eleodoro Vargas Vicuña; *1924, Серро-де-Паско, Перу — 10 квітня 1997, Ліма, Перу) — перуанський письменник і поет, вважається одним із головних представників літературного покоління 1950-х років; творчість відносять до неоіндіхенізму. 

## З життєпису
Син Елеодоро Варгаса Галарси та Хулії Вікуньї Авельянеди, народився в Серро-де-Паско, але провів своє раннє дитинство в сільській місцевості в районі Акобамба, провінція Тарма, Хунін, де відвідував початкову освіту між 1931 і 1936 роками.
Переїхавши до Ліми, закінчив середню освіту в Національному коледжі Нуестра Сеньйора де Гваделупе (1937-1941). Потім вивчав літературу та психологію в Університеті Сан-Маркос (1942-1945) та в Університеті Сан-Агустін-де-Арекіпа (1946-1951). 
Здійснив подорожі з метою навчання Болівією (1948 і 1951), Аргентиною (1955), Іспанією, Францією, Голландією, Кореєю та Китаєм (1970).
Працював на Національному радіо Перу (1951-1960), у Національному університеті освіти та в Національному інституті культури.
Е. В. Вікунья отримав Національну поетичну премію 1959 року.

## З доробку

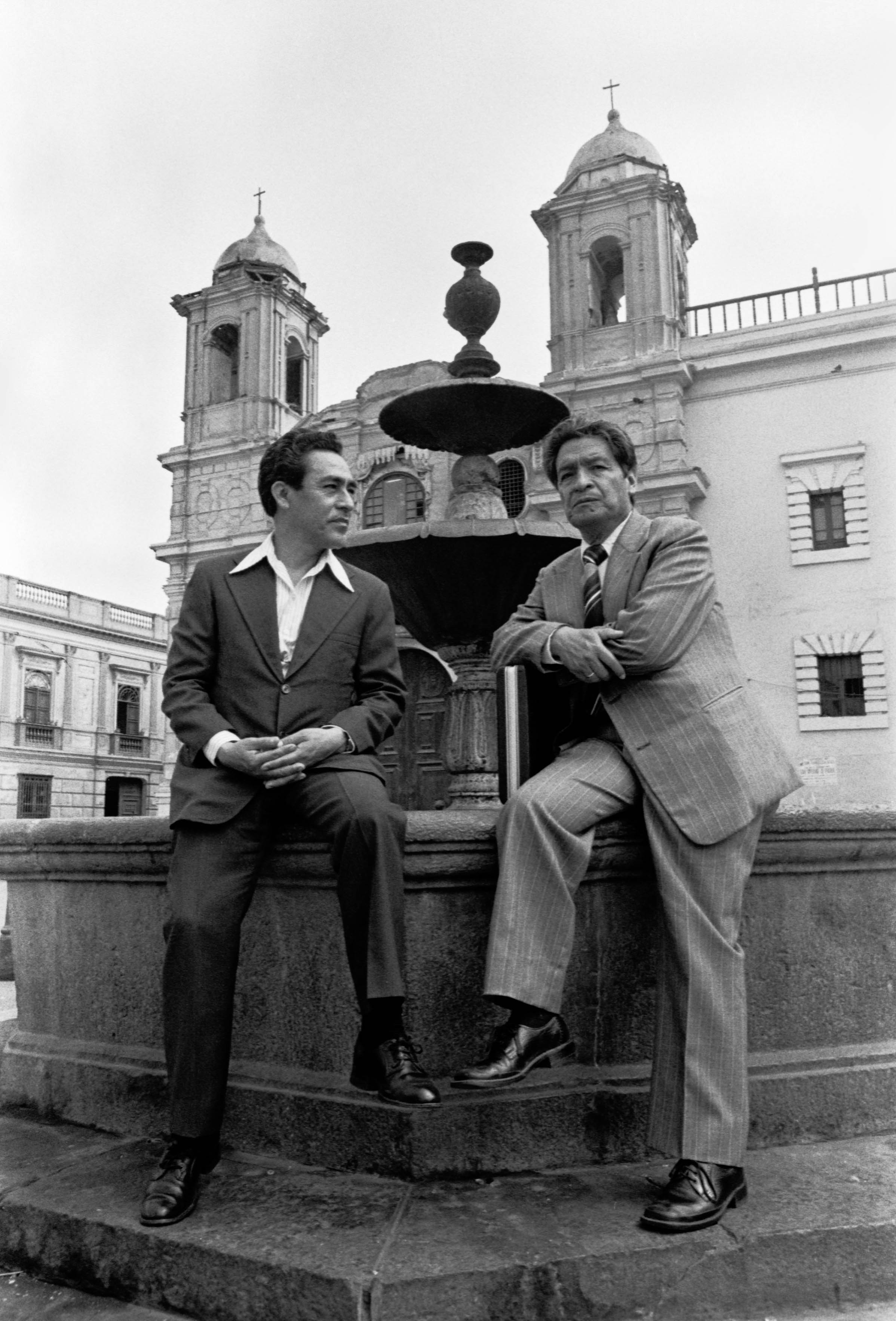
Варгас Вікунья (ліворуч) і художник Андрес Севальйос.

Доробок Елеодоро Варгаса Вікуньї не є значним за обсягом, проте достатньо добре дослідженим. Твори письменника демонструють глибоке знання місцевого селянина-індіанця та його середовища. 
У своїх оповіданнях Варгас Вікунья майстерно відтворив ліризм розмовної мови селянського населення Анд. Його словесна економія та точність прикметників йдуть рука об руку з його витонченою чутливістю. Його метод оповіді кумулятивний і вибірковий водночас: він акумулює й відбирає ліричні чи поетичні образи зі складного світу вірувань і поведінки корінного селянина, які хоч і мають регіональне коріння, але здіймаються до універсального осягнення дійсності і стосуються засадничих тем людського життя, що не залежить від культурного походження авторів та їхніх героїв. Цей метод наочний у Ñahuín: там присутні фундаментальні пари: життя і смерть; дорослішання і народження; сівба і урожай; повінь і посуха.
Прозу Варгаса Вікуньї порівнювали з прозою Хуана Рульфо, мексиканського письменника, який теж віднайшов ліризм, який містить сільську мову, оперував лаконічною мовою та деякою мрійливістю. 
У поезії Е. Варгаса Вікуньї критики відмічають потяг до екзотичної есеїстики та соціального протесту.
Бібліографія
- Ñahuín (1953; і доповнене 1976), оповідання
- Zora, imagen de poesía (1964), поезії, за яку отримав Національну поетичну премію[3]
- Таїта Христос (Taita Cristo, 1964), збірка оповідань. Була перевидана посмертно у 1999 році, разом з Nahuín у одному томі.
- El cristal con que se mira (1975), оповідання.
- Florida llama: pensamiento de la noche (1996), поезії Поетична премія Пукара від муніципалітету Пукара .

Також опублікував оповідання в журналах Oráculo (1981) і La Casa de Cartón (1997).